# Phyllognathus excavatus
Phyllognathus excavatus — вид жуков-дупляков из рода Phyllognathus.

## Описание

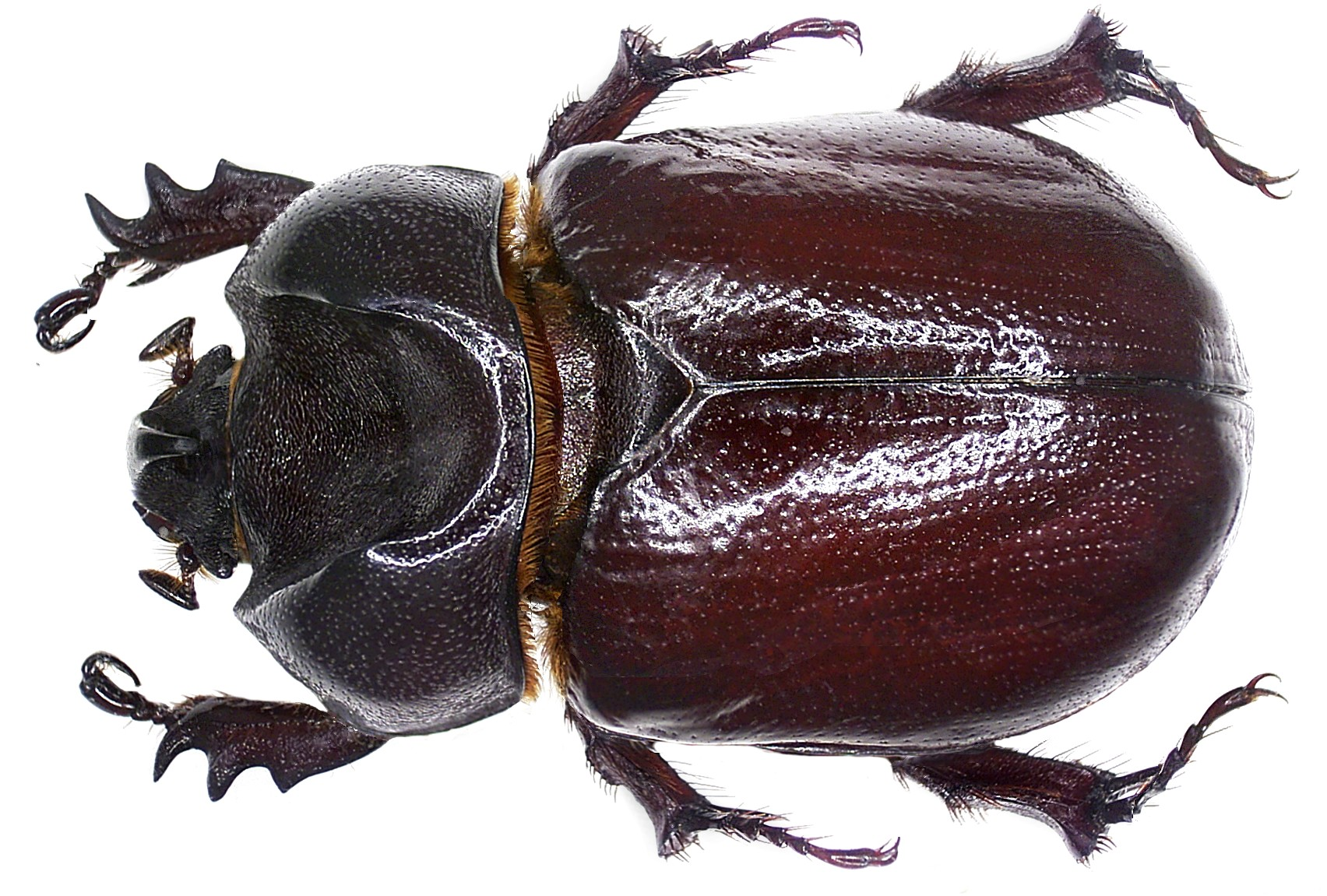

Длина тела 17 — 30,2 мм. Блестящий жук тёмно-буро-красного либо красно-бурого цвета. Тело широкое умеренно продолговатое, выпуклое, довольно широкое, у самца параллельное, у самки назад слегка расширенное. Надкрылья широкие, почти квадратные, выпуклые, с хорошо развитыми плечевыми буграми. Голова небольшая, у самцов с рогом направленным сперва вверх, а затем изогнутым несколько назад. Рог трёхгранный, в основной части уплощенный, широкий. Переднеспинка самцов с выемкой посередине, у самок без неё. У самки на голове вместо рога находится тупой бугорок. Усики 10-члениковые с маленькой булавой из 3 лопастей. Мандибулы с ровным наружным краем. Средние и задние бедра широкие. Передние голени снаружи с тремя сильными зубцами.

## Ареал
В Северной Африке — Марокко, Тунис, Алжир, Ливан. В Южной Европе — на Пиренейском полуострове за исключением его северной части, на Балеарских островах, в Южной Франции, Италии, Корсике, Сардинии, на Балканском полуострове. В Малой Азии — Сирия, Иордания, Израиль. На крайнем юге Украины, по северному побережью Сиваша, в северо-западной части Черноморского побережья Кавказа (Таманский полуостров, Анапа), изолированно в центральной части Кавказского хребта. Также ареал охватывает Крымский полуостров. 
В России вид встречается на территории Краснодарского края, Республики Адыгеи, Кабардино-Балкарии.

## Биология
Жуки встречаются с конца апреля по начало августа. Пик лёта приходится на май — июнь. Днем жуки малоактивные, скрываются. Становятся активными с приходом сумерек. Личинки развиваются в трухлявой древесине, перепревшем навозе, скоплениях растительных остатков. Продолжительность генерации не известна, вероятно не менее трёх лет.